# Стевнс (коммуна)
Стевнс (дат. Stevns Kommune) — датская коммуна в составе области Зеландия. Площадь — 250,19 км², что составляет 0,58 % от площади Дании без Гренландии и Фарерских островов. Численность населения на 1 января 2008 года — 21892 чел. (мужчины — 11010, женщины — 10882; иностранные граждане — 610).

## История
Коммуна была образована в 2007 году из следующих коммун:
- Валлё (Vallø)
- Стевнс (Stevns)

## Железнодорожные станции
- Грубберхольм (Grubberholm)
- Химлингеёе (Himlingeøje)
- Клиппинге (Klippinge)
- Лилле Линне (Lille Linde)
- Рёдвиг (Rødvig)
- Сторе Хеддинге (Store Heddinge)
- Варпелев (Varpelev)

## Достопримечательности

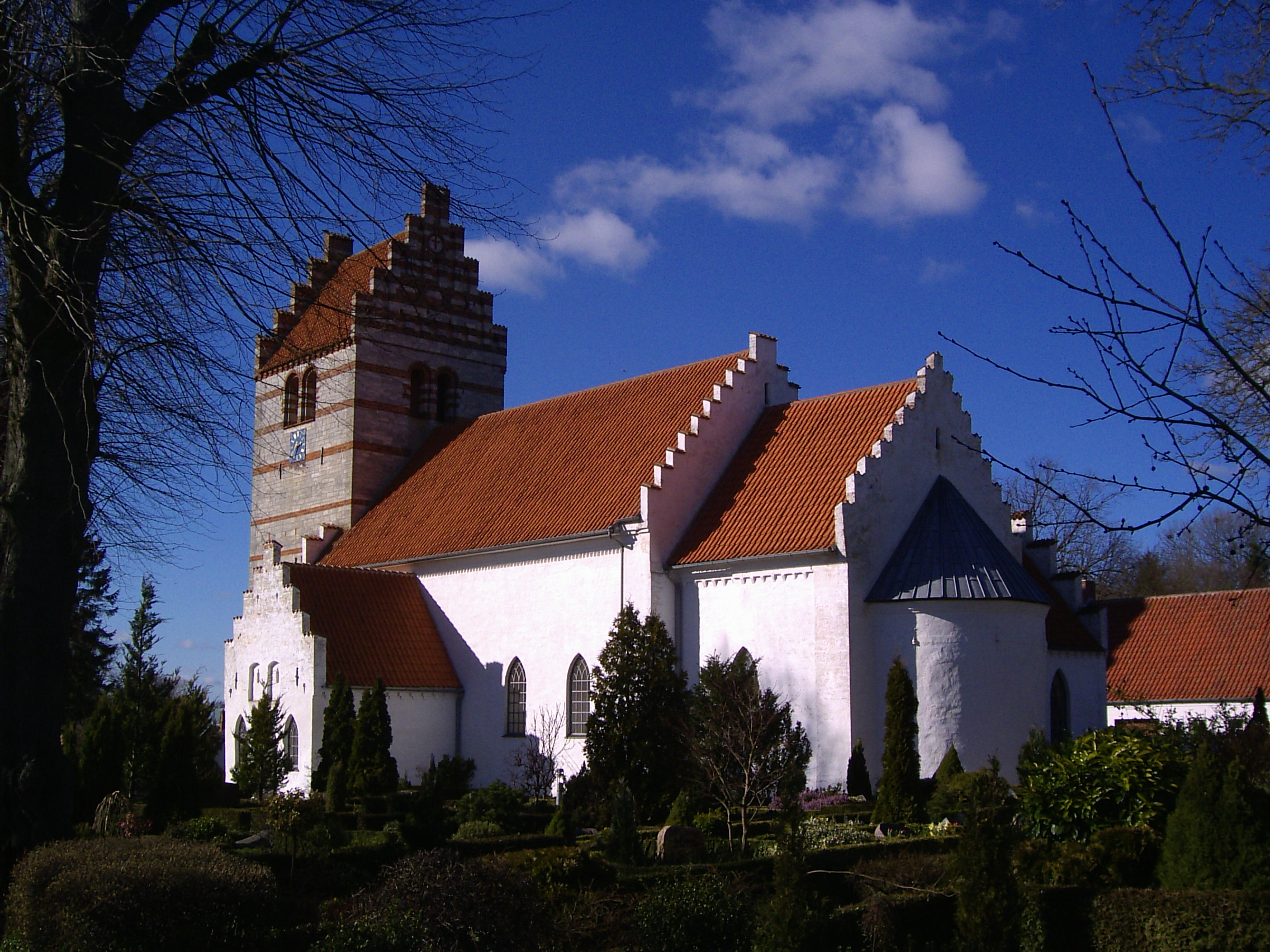
Церковь Хорлев
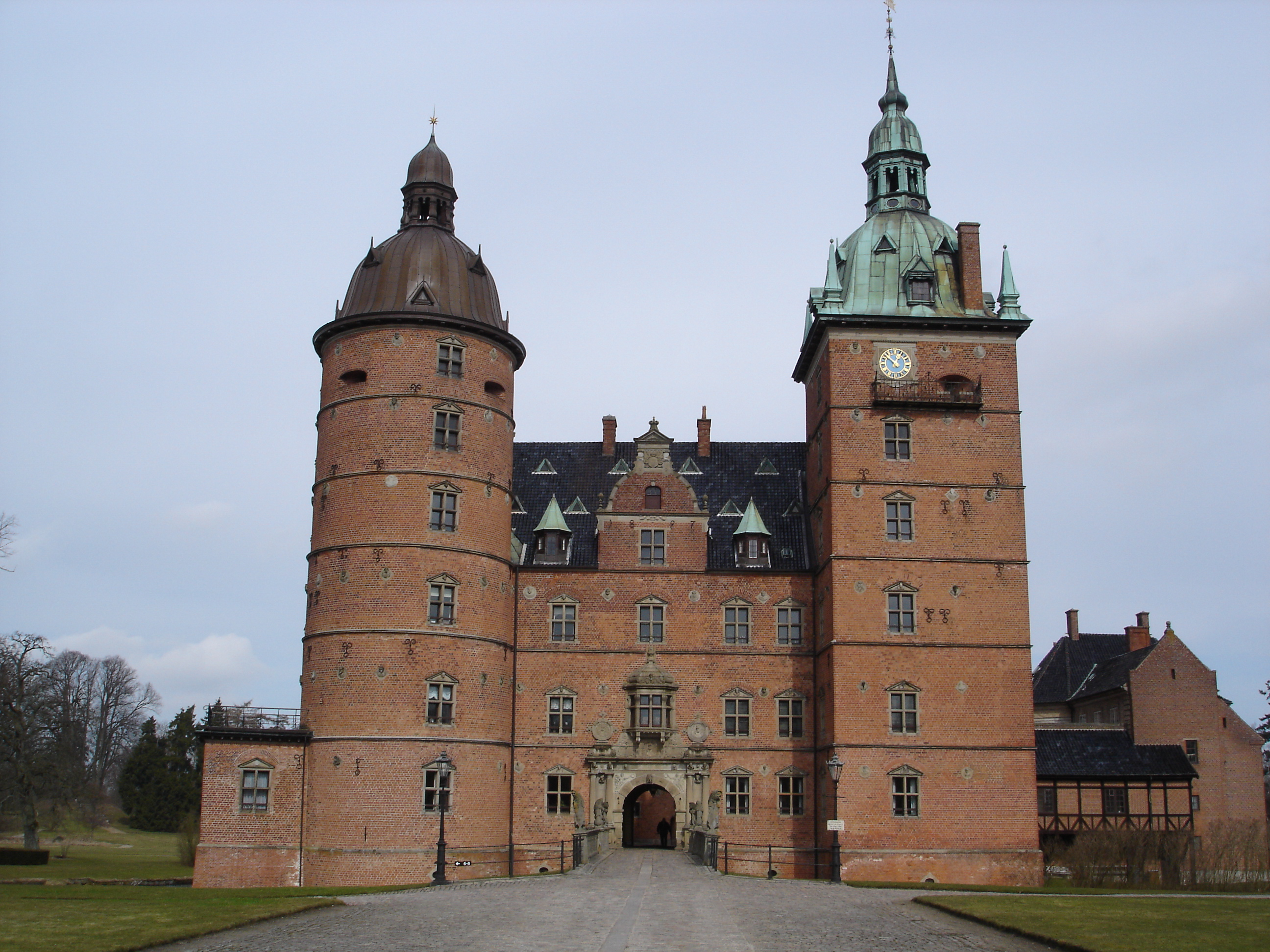
Замок Валлё